# Saint-Siméon (Orne)
Saint-Siméon is een plaats en voormalige gemeente in het Franse departement Orne (regio Normandië) en telt 261 inwoners (1999). De plaats maakt deel uit van het arrondissement Alençon. Saint-Siméon is op 1 januari 2016 gefuseerd met de gemeenten L'Épinay-le-Comte en Passais tot de gemeente Passais Villages. 

## Geografie
De oppervlakte van Saint-Siméon bedraagt 16,5 km², de bevolkingsdichtheid is 15,8 inwoners per km².
De onderstaande kaart toont de ligging van Saint-Siméon (Orne) met de belangrijkste infrastructuur en aangrenzende gemeenten.

## Demografie
Onderstaande figuur toont het verloop van het inwonertal (bron: INSEE-tellingen).